# Бень Галина Любомирівна
Бень Галина Любомирівна (1 серпня 1965, с. Синьків Львівської області) — заступник декана факультету культури і мистецтв  Львівського національного університету ім. І. Франка., українська концертно-камерна співачка (лірико-драматичне сопрано), викладач вокалу та педагог Львівського національного університету ім. І. Франка.

## Біографія
Народилася 1 серпня 1965 року в с. Синьків, Радехівського району, Львівської області. У 1984 р. закінчила Львівське музично-педагогічне училище ім. Ф. Колесси.
У 1990 р. закінчила Львівську державну консерваторію ім. М. Лисенка, здобувши кваліфікацію концертно-камерна співачка та викладач вокалу.
Навчалася у класі сольного та концертно-камерного співу у ст. викладача Марії Сіверіної та професорів Остапа Дарчука і Мирослави Логойди.
У 1990 р. розпочала свою педагогічну діяльність як викладач дисципліни «Постановка голосу» у музично-педагогічному училищі ім. Ф. Колесси.
З 2003 р. працює викладачем вокалу та постановки голосу на факультеті культури і мистецтв Львівського національного університету ім. І. Франка.
Веде такі навчальні дисципліни як: вокал, методика вокального виховання дітей та постановка голосу.
Г. Бень, пропагуючи українську вокальну музику як солістка відомих львівських колективів, гастролювала не лише в Україні, але й за її межами. Солістка хору «Вірли» (кер. М. Процев'ят), разом з яким концертувала більш як у 20-ти країнах Європи.
З хорової капелою «Боян» (кер. О. Цигилик) та хором «Глорія» (кер. Я. Гнатківський) ставала лауреатом міжнародних конкурсів в Швейцарії, Греції, Іспанії та Німеччині. З академічним хором Римської філармонії солювала в святковій мессі у Ватикані за участі в ній Папи Римського Івана Павла ІІ.
Має досвід роботи з голандськими акторами мюзиклу «Привид опери» Е. Л. Веббера (працювала в театральній студії міста Гаага).
Крім того, за участю студентів-акторів театру ім. Л. Курбаса вона поставила мюзикли «Кабаре на Валовій», « Café BenShepel», літературно-музичну композицію « Дивосвіт його пісень» та започаткувала проект « Зустрічі на Валовій» (зустрічі з тими, хто ходить поруч, але ми про них мало знаємо).
Студенти викладача Галини Бень беруть активну участь в концертній діяльності університету і поза його межами, займають призові місця на престижних конкурсах. Прикладами можуть бути: конкурс-фестиваль «Червона рута» в м. Чернівці, «Струни серця» в м. Львові, «Фестиваль естрадної пісні» в м. Києві, конкурс «Надія» в м. Львові, конкурс — фестиваль «Мамині зірочки» в м. Сокалі, конкурс «Різдвяні дзвіночки» в м. Червонограді, конкурс-фестиваль «Франкові таланти»(1-а премія в номінації «Джазовий спів»), конкурс «Акторська пісня» в м. Суми (1-ша премія). Студенти-лауреати міжнародних конкурсів Галини Бень: Володимир Сурай — конкурс акторської пісні, Анна Брацук — «Імперія мистецтв» та багато інших.
Вона є автором декількох сценаріїв і літературно-музичних композицій, неодноразово виступала з творчими звітами свого вокального класу, пропагує музику українських сучасних композиторів, частий член журі молодіжних та дитячих конкурсів-фестивалів. Захоплюється театром, філософією, психологією, вивчає німецьку мову.

## Наукові інтереси
Феномен акторського співу, історичний, теоретичний та практичний аспекти жанру та особливості вокального виховання студентів–акторів драматичного театру і кіно.
Працює над дисертаційною темою: «Феномен акторського співу: історичний, теоретичний та практичний аспекти жанру».

## Наукові публікації
Г. Бень є автором збірника науково-методичних праць про специфіку вокального виховання майбутнього актора драматичного театру, який не лише узагальнює досвід автора у вокальному вихованні майбутнього актора драматичного театру і кіно, а й пронизаний її «любов'ю до музики та слова». Її збірник містить статті, методичні рекомендації охоплюють коло основних питань, пов'язаних зі специфікою співу драматичного актора. Окрім проблем вокально-технічного навчання, у праці розглянуті й деякі аспекти вокального виконавства на драматичній сцені, а також специфіка його театральної природи.
- Бень Г. Методика вокального виховання майбутнього актора драматичного театру/ Галина Бень // Науково — методичний збірник. — Львів: Видавничий центр Львівського національного університету Імені Івана Франка, 2016. — 200с.

Також, вона є автором багатьох науково-методичних публікацій у вітчизняних та зарубіжних фахових виданнях навчальних і робочих програм з фахових дисциплін «Вокал», «Постановка голосу» та «Методика вокального виховання дітей» для бакалаврів та спеціалістів факультету культури і мистецтв.
- Львівський педагог співу Остап Дарчук та його методичні засади/ Галина Бень// Молодь і ринок. — 2008. –№ 2 (37).- С. 80-85.

- Особливості методики викладання вокалу у майбутніх акторів драматичного театру і кіно: методичні рекомендації / Г. Л. Бень. — Львів, 2009. — 36 с.

- Вокально-педагогічні принципи та виконавські поради Остапа Дарчука і Марії Сіверіної: методичні рекомендації для студентів та викладачів вищих навчальних закладів культури і мистецтв III—IV рівнів акредитації напрям підготовки « Музичне мистецтво». — Львів, 2008. — 30с.

- Педагогічна діяльність Остапа Дарчука у контексті розвитку львівської вокальної школи / Галина Бень // Наукові записки Тернопільського національного педагогічного університету імені Володимира Гнатюка. Серія: Мистецтвознавство.- № 1. — 2010. С. 91-99.

- Робота над формуванням голосу співака — актора у класі професора Остапа Дарчука / Галина Бень // Наукові збірки Львівської національної музичної академії ім. М. В. Лисенка. — Вип.24. « Вокальне мистецтво: історія та сучасність» Зб. статей. Серія: Виконавське мистецтво. Кн.II. — Львів: «Сполом», 2010. — С. 182—190.

- Остап Дарчук — співак і педагог / Галина Бень // Просценіум. № 2/3 (27/28). — С. 61–66.

- Формування елементів педагогічної майстерності майбутнього вчителя музики на заняттях з постановки голосу / Галина Бень // Молодь і ринок. — 2010. — № 1–2 (60–61). — С. 117—121.

- Особливості співу акторів драми / Галина Бень // Вісник Львівського університету. — Львів, 2012. — С. 111—116. — (Серія мистецтвознавство, Вип. 11).

- Вокальна культура актора Драматичного театру / Галина Бень // Просценіум. — 2012. — № 1/3 (32/34). — С. 117—121.

- Про організацію вокальних занять зі студентом-актором / Галина Бень // Вісник Львівського університету. — Львів, 2013. — С. 65–71. — (Серія мистецтвознавство, Вип. 13).

- Майстер-клас Річарда Берклі, або рецепт науки справжнього співу від британського професора / Г. Л. Бень. — Львів, Просценіум, 2013. — № 1-3 (35–37). — С. 109—116.

- Етапи створення вокально-сценічного образу у процесі навчання зі студентом-актором. Etapy budowania wokalno-scenicznej postaci w procesie pracy ze studentem-aktorem / Галина Бень // Львівсько-Ряшівські наукові зошити. 2013. — 1-й номер.– С. 206—212. — (Lwowsko-Rzeszowski zeszyty naukowe. — 2013. — Numer 1. — S. 206—212).

- Деякі аспекти роботи педагога над усуненням вокальних недоліків у студентів-акторів / Галина Бень // Вісник Львівського університету. — Львів, 2015. — С. 278—286. — (Серія мистецтвознавство, Вип. 16. — Ч. 1.)

- RICHARD BERKELEY'S MASTER-CLASS Or the Recipes of singing science from the British Professor, [Електронний ресурс — http://www [Архівовано 17 січня 2017 у Wayback Machine.]. vocalisten. nl/2015/12/14/richard-berkeleys-master-class-artikel ] (Гаазька Академія Вокалу і Танцю).